# Estadio Olímpico Metropolitano
L'Estadio Olímpico Metropolitano (traduction littérale: Stade olympique métropolitain) est un stade multifonction situé à San Pedro Sula au Honduras. 
Il est actuellement utilisé principalement pour des matchs de football et est aussi équipé pour des compétitions d'athlétisme. Il a une capacité de 37 325 spectateurs.
Le stade a été bâti en vue des Jeux de l'Amérique centrale (es) de 1997.